# Sełyszcze Lisowe
Sełyszcze Lisowe (ukr. Селище Лісове) – przystanek kolejowy w miejscowości Sławutycz, w rejonie wyszogrodzkim, w obwodzie kijowskim, na Ukrainie. Leży na linii Semychody (Czarnobylska Elektrownia Jądrowa) - Czernihów.